# Blood Incantation
A Blood Incantation amerikai death metal együttes, amely 2011-ben alakult Denverben. Első nagylemezük 2016-ban jelent meg. Az album pozitív kritikákat kapott a Decibel magazintól és a Stereogum-tól is. Második nagylemezük szintén pozitív kritikákat kapott a zenei kiadványoktól, egyesek még a Starspawn-nál is jobbnak tartották.
Zenéjük a death metal és a pszichedelikus zene keveréke. Dalaik fő témái a világűr és a halál.

## Tagok
- Paul Riedl – gitár, ének (2011–)
- Isaac Faulk – dob (2011–)
- Morris Kolontyrsky – gitár (2012–)
- Jeff Barrett – basszusgitár (2015–)

## Diszkográfia
- Starspawn (2016)
- Hidden History of the Human Race (2019)
- Timewave Zero (2022)
- Absolute Elsewhere (2024)

### Demók
- Blood Incantation (2013)
- Demo II (2013)
- Astral Spells (2014)

### Egyéb kiadványok
- Interdimensional Extinction (EP, 2015)
- 'Spectral Voice / Blood Incantation (split lemez, 2015)
- Live Vitrification (EP, 2018)